# Communication humaine
La communication humaine ou plus simplement communication est l'ensemble des interactions avec un tiers humain qui véhiculent une ou plusieurs informations. On distingue chez l'être humain, la communication interpersonnelle, la communication de groupe et la communication de masse, c'est-à-dire de l'ensemble des moyens et techniques permettant la diffusion du message d'une organisation sociale auprès d'une large audience.
Plusieurs disciplines emploient la notion de communication sans s'accorder sur une définition commune. Comme le constate le philosophe français Daniel Bougnoux en 2001 : « Nulle part ni pour personne n'existe la communication. Ce terme recouvre trop de pratiques, nécessairement disparates, indéfiniment ouvertes et non dénombrables. » Si tout le monde s'accorde pour la définir au moins comme un processus psychologique et social, les points de vue divergent lorsqu'il s'agit de la qualifier.
Certains courants des « sciences de l'information et de la communication », aujourd'hui minoritaires, proposent une approche de la communication basée sur la théorie de l'information, éventuellement complétée par les apports des sciences cognitives. La psychologie sociale s'intéresse essentiellement à la communication interpersonnelle. 
Un « métier de la communication » est une activité professionnelle destinée à convaincre ou persuader à travers les médias, le nom moderne de la rhétorique.
Parmi les formes pour communiquer, la communication non verbale désigne tout échange n'exploitant ni la parole ni le texte.

## Principaux domaines
Entre humains, la pratique de la communication est indissociable de la vie en société. L'étude de la communication englobe un champ très vaste que l'on peut diviser en communication interpersonnelle, de groupe et de masse.

### Communication interpersonnelle
La communication humaine comporte une part de rhétorique, art de convaincre ou de persuader dont l'enseignement remonte à la Grèce antique. Elle comporte, avec la communication verbale, une part non verbale qui inclut diction, gestes et attitudes. La rhétorique implique une intention consciente d'agir sur autrui. Elle sert aussi pour analyser avec une certaine distance la tentative de l'interlocuteur, la nature des figures qu'il emploie, sa communication non verbale.
Quand s'instaure un rapport de domination, ou qu'une des deux personnes agit de façon dissimulée sur le contexte (Gaslighting), la communication peut se qualifier de manipulation mentale.

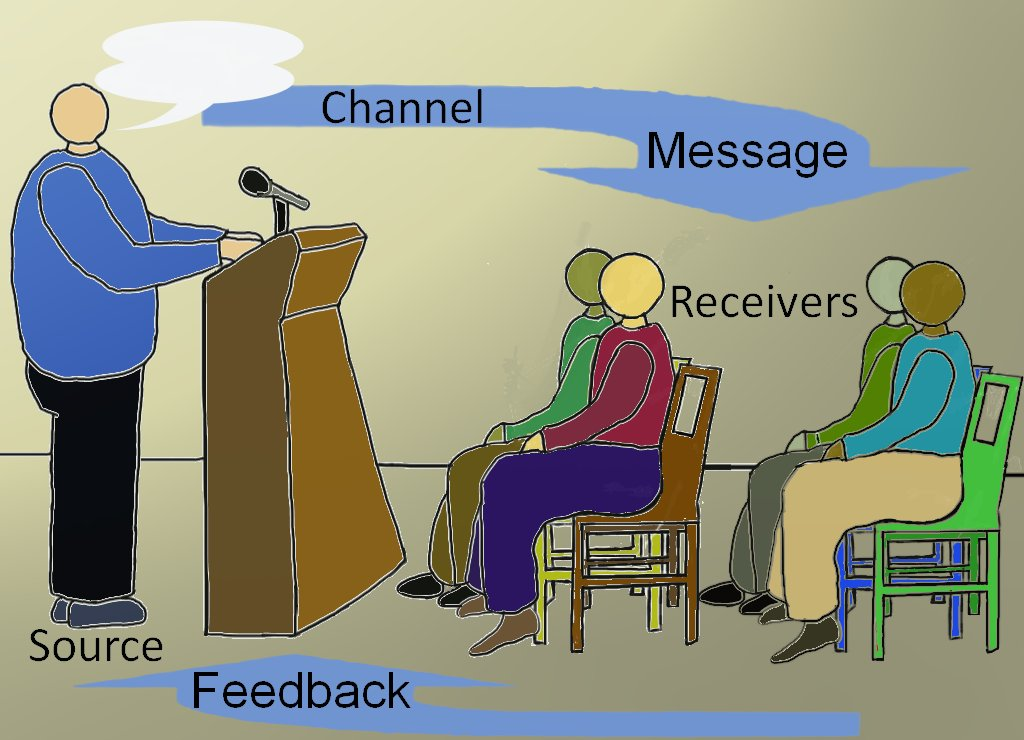
Modèle de communication transactionnelle.

Au milieu du XXe siècle l'école de Palo Alto, influencée par le courant cybernétique de Norbert Wiener, généralise les apports de la théorie mathématique de la communication aux relations entre les êtres vivants : la communication interpersonnelle y est fondée sur la relation de personne à personne, chacune étant à tour de rôle l'émetteur et/ou le récepteur dans une relation de face à face : la rétroaction est censée être facilitée sinon quasi systématique[réf. souhaitée].
Le modèle cybernétique fait correspondre le message à un répertoire de significations. Ce modèle s'appuie sur des significations explicites. Or les perceptions humaines ne se limitent pas à ces dernières, même si toute perception comporte une part d'interprétation de signes. Celle-ci, comme celle de la situation dans laquelle on se trouve, varie selon des hypothèses… que par la suite on peut remettre en cause. Certes, l'usage rituel, coutumier, normal, de paroles ou de gestes orientent les associations interprétatives auxquelles ils donnent lieu, et constituent des répertoires de significations qui cadrent l'expérience de la communication mais la relation entre humains ne se réduit pas à cette canalisation socialement construite.
L'interactionnisme symbolique de George Herbert Mead, puis les travaux d'Ervin Goffman, étudient des situations où les acteurs s'influencent réciproquement et coordonnent leurs actions sans réflexion préalable.
Un réseau des chercheurs en anthropologie de la communication a été constitué en sciences de l'information et de la communication (SIC), en France à la fin du XXe siècle. Il est initié à partir de l'analyse des travaux de Palo Alto, et en particulier par ceux d'Erving Goffman et de Gregory Bateson, à partir des publications du Belge Yves Winkin (1981). Stéphane Olivesi effectue quelque temps après des variations critiques autour de l’École de Palo Alto en vue de passer d'une « anthropologie à une épistémologie de la communication » (1997). L'Argentin Eliseo Veron (1987), qui a rencontré Lévi-Strauss et l'a traduit, développera un modèle sémio-anthropologique, l'enseignera à l'université Paris VIII où il dirigea le département des sciences de l'information et de la communication. Constatant que les acteurs impliqués dans une relation de face à face n'ont pas la distance et le temps pour « décortiquer » rationnellement la complexité de ce qui se passe ici et maintenant, Béatrice Galinon-Mélénec, effectue l'analyse des relations de face à face à partir d'une analyse des flux d'interactions qui s'établissent entre « Hommes-traces » (« corps-traces ») via une interactions de « signes-traces » (2011). Cette anthroposémiotique constitue une critique des approches de la communication interpersonnelle orientée vers la seule rhétorique argumentaire. Dans la lignée de l'anthropologie des mondes contemporains, on trouve Pascal Lardellier dont la recherche porte sur les rites sociaux. Paul Rasse, vice-président de la SFSIC, développe quant à lui une « anthropologie des technologies de la communication ». Joanna Nowicki, chercheuse en SIC née en Pologne, explore l'anthropologie inter culturelle via L'homme des confins (2008).

### Communication de groupe
La communication de groupe part de plus d'un émetteur s'adressant à une catégorie d'individus bien définis, par un message ciblé sur leur compréhension et leur culture propre.
C'est celle qui est apparue avec les formes modernes de culture, souvent axées sur la culture de masse (société de consommation), dont la publicité ciblée est la plus récente et la plus manifeste.
Les effets de la communication de groupe se situent entre ceux de la communication interpersonnelle et ceux de la communication de masse.
La communication de groupe est aussi complexe et multiple car elle est liée à la taille du groupe, la fonction du groupe et la personnalité des membres qui le composent. On peut également intégrer cette notion dans la communication interne à une entité. Les groupes peuvent alors être des catégories de personnels, des individus au sein d'un même service, etc.
On peut aussi intégrer cette notion à une communication externe ciblée vers certains partenaires ou parties prenantes de l'entité.

### Communication de masse
Dans la communication de masse, un émetteur (ou un ensemble d'émetteurs liés entre eux) s'adresse à un ensemble de récepteurs disponibles plus ou moins ciblés. Là, la compréhension est considérée comme la moins bonne, car le bruit est fort, mais les récepteurs bien plus nombreux. Elle dispose rarement d'une rétroaction, ou alors très lente (on a vu des campagnes jugées agaçantes par des consommateurs, couches pour bébé par exemple, conduire à des baisses de ventes du produit vanté).
Ce type de communication émerge avec :
- la « massification » des sociétés : production, consommation, distribution dites « de masse » ;
- la hausse du pouvoir d'achat ;
- la généralisation de la vente en libre-service ;
- l'intrusion entre le producteur et le consommateur de professionnels et d'enseignes de distribution ;
- les médias de masse ou « Mass-Media » dont la radio et la télévision. L'absence de réponse possible en fait un outil idéal de la Propagande, ce que souligne à plusieurs reprises Georges Bernanos.

Aujourd'hui, les NTIC et en particulier Internet abaissent à un niveau sans précédent le coût de communication et de plus rendent la rétroaction possible.
En France, l'État lie significativement Culture et Communication en les confiant à un même ministère.
« Psychologie des foules » (1895) du psychopathologue Gustave Le Bon est un ouvrage considéré comme fondateur de la notion de « masse », bien qu'il soit contestable sur son contenu et son objectivité. La persuasion clandestine, ouvrage de Vance Packard, montre à ce sujet que la science de la manipulation était déjà bien avancée en 1957. Retour au meilleur des mondes d'Aldous Huxley va dans le même sens.

## Enjeux

### Besoin d'identité
L'image que nous donnons doit être confirmée par autrui. Le fait que le rôle, le statut et la place des acteurs soient bien identifiés permet aux interlocuteurs de se reconnaître dans une position sociale, d'éviter les malentendus, les conflits, et d'assurer la crédibilité. L'identité situationnelle du locuteur est repérable dans l'énonciation.
Pour une entreprise, l'image de marque correspond à l'identité de l'entreprise perçue par ses parties prenantes. Toute atteinte à l'image de marque est un risque de réputation, préjudiciable à la bonne marche de l'entreprise, à sa crédibilité et à la confiance que lui accordent ses clients.

### Besoin de souveraineté
Une communication habile est synonyme d'influence. La prolifération du renseignement d'origine sources ouvertes, les publications d'organisations non gouvernementales dans le contexte de mondialisation, sous l'influence de l'idéologie de la transparence démocratique ou des théories du complot, peut menacer la souveraineté et l'indépendance des États[réf. nécessaire].
La communication et le secret sont des composantes essentielles du fonctionnement de toute organisation sociale. Ces deux pôles déterminent ses limites et son autonomie.
Ils s'exercent dans la diplomatie et l'exercice de la souveraineté d'une État. Lorsqu'un chef d'État ou un représentant d'un gouvernement s'exprime lors d'une réunion internationale, d'un sommet de la Terre, d'une conférence internationale sur un sujet d'intérêt mondial (commerce international, gestion de l'eau, santé, biodiversité), la communication est essentielle sur le plan de la perception de l'autorité[réf. souhaitée].

### Dynamique des territoires
L'espace physique et psychique (intime) doit être protégé. Dans toute organisation, chacun défend son espace et évite les intrusions injustifiées.
Dans la vie économique territoriale, pour l'organisation de pôles de compétence par exemple, la communication s'établit entre des organisations très différentes : services déconcentrés des États en régions (Länder…), conseils régionaux, directions régionales de groupes industriels, petites et moyennes entreprises, chambres de commerce et d'industrie, universités et grandes écoles, centre d'études et de recherches.
Afin de se comprendre avec toutes les précisions du langage, il est souvent préférable, au niveau régional ou local en tous cas, d'utiliser la langue maternelle, quitte à employer une langue véhiculaire lors des séjours internationaux.

### Besoin d'une langue
L'importance de la langue dans la communication apparaît au cours de l'Histoire. Le Livre de Marco Polo est écrit en français et non en italien, parce le français était langue véhiculaire internationale. De même le Livre des merveilles du monde de Jean de Mandeville, dont la notoriété s'accroissait avec les traductions au XIVe et XVe siècles. François Ier fait en 1539 de la langue vernaculaire la langue officielle en imposant par l'Ordonnance de Villers-Cotterêts de diffuser les actes administratifs et juridiques en français et non plus en latin.
L'utilisation du français ou de l'anglais est un enjeu quotidien au sein de la relation Québec-Canada.
Il est souvent reconnu que l'influence culturelle et économique d'un pays se perçoit par l'influence et l'utilisation de sa langue. On notera donc l'influence forte de l'anglais et du chinois actuellement. Mais au temps de Louis XIV, la langue de la diplomatie et de la noblesse était le français.
On a vu aussi l'impact considérable qu'eurent, au XVIIe siècle, certaines œuvres écrites en français, dans des domaines qui restaient encore réservés au latin : l'Utopia de Thomas More, le Discours de la méthode de Descartes (1637), les Provinciales de Pascal (1656). Au XVIIIe et XIXe siècles, la Bible de Sacy eut un impact considérable sur la littérature. Au XVIIIe siècle, les cours européennes communiquaient en français.
L'anglais aujourd'hui est largement employé pour la communication dans de nombreux domaines (informatique, affaires, sciences essentiellement). Les langues ont des statuts de communication très différents : les six langues officielles des Nations unies sont l'anglais, l'espagnol, le français, le russe, l'arabe et le chinois.
Néanmoins, les langues maternelles restent les langues de communication localement, en particulier en Europe, qui a défini une politique sur ce point.
Les langues ne sont pas forcément parlées. Elles peuvent aussi être gestuelles. La Langue des signes française permet par exemple de communiquer entre et avec les malentendants et les non-entendant. C'est une langue à part entière, et qui connaît sa propre évolution. Au Québec il s'agit de la langue des signes québécoise.
Se référer à la Langue des signes, au Braille et la Convention relative aux droits des personnes handicapées (article 2).

### Mise en réseau avec les outils de télécommunication
La communication est le passage obligé pour entrer en relation avec autrui.
À ce stade, il faut noter l'importance des moyens de télécommunication basés sur des techniques optiques, électriques et électroniques, développées depuis le XIXe siècle. Le télégraphe électrique fonctionne à partir de 1838, le téléphone à la fin du siècle.
Les autres médias fondés sur les techniques électroniques, radio à partir des années 1920, télévision après la Seconde Guerre mondiale sont des moyens de diffusion, sans possibilité d'interaction avec la plupart des auditeurs.
Avec les dernières générations d'outils de télécommunications électroniques, la rétroaction devient plus aisée, et les messages se sont beaucoup enrichis (documents, images). Les messageries électroniques, l'internet… permettent d'atteindre des groupes de personnes, et de faire une véritable communication de groupe.

### Message à transmettre
Les aspects techniques de la communication ne doivent pas cacher l'essentiel : la communication a pour objectif de faire passer un message.
L'avènement de l'internet depuis les années 1960 a suscité diverses études de la part de philosophes et de sociologues. Parmi ces études, on retiendra celles de Pierre Musso et de Philippe Breton, qui, sous des arguments un peu différents, portent le même diagnostic : la communication a tendance à être instrumentalisée par les outils de télécommunication et les technologies de l'information. L'idée est qu'il existe une croyance selon laquelle on communique bien parce que l'on dispose de moyens techniques sophistiqués (dernière version du logiciel, mobile…). Pierre Musso note que cette croyance serait fondée sur la philosophie des réseaux, sorte de pseudo-« religion » qui serait la résurgence de la philosophie de Saint-Simon, fondée sur le principe de gravitation universelle.
En réalité, sur le fond, la communication cherche bien à répondre à l'un des objectifs suivants :
- faire passer une information, une connaissance, ou une émotion ;
- créer une norme commune pour se comprendre ;
- créer une relation pour dialoguer fréquemment, ou relancer le dialogue ;
- obtenir une influence pour inciter l'autre à agir selon sa volonté ;
- donner son identité, sa personnalité au tiers, pour être connu.

On parle alors d'enjeux de la communication. Ces enjeux sont liés aux différentes fonctions du message (voir les concepts de Roman Jakobson).
On voit qu'une communication trop axée sur des moyens techniques peut faire oublier les risques inhérents à la communication.

## Sciences de l'information et de la communication
Concernant la communication en tant que science, certaines notions ont été dégagées par les différents modèles de communication explicités plus bas.
Durant les années 1980, S. H. Chaffee et C. R. Berger proposèrent une définition généraliste qui reste de nos jours une base connue des sciences de la communication : « La science de la communication cherche à comprendre la production, le traitement et les effets des symboles et des systèmes de signes par des théories analysables, contenant des généralisations légitimes permettant d'expliquer les phénomènes associés à la production, aux traitements et aux effets. » (traduit de l'anglais)

### Distinction entre information et communication
Selon Paul Watzlawick, chercheur de l’École de Palo Alto, la communication est de l'ordre de la « relation », l'information de l'ordre du « contenu » d'un message.
Au moment de la naissance de la discipline des sciences de l'information et de la communication en France (1975-1995) Daniel Bougnoux distingue information et communication dans un ouvrage didactique qui regroupe des textes de nombreux auteurs susceptibles d'illustrer l'un ou l'autre terme. Pour lui, la communication est de l'ordre du « chaud » et l'information de l'ordre du « froid ».
Pour Dominique Wolton, spécialiste de la communication politique, pendant des siècles, la rareté de l'information et la difficulté de sa transmission étaient telles « que l'on croyait de bonne foi que l'information créait de la communication ». (…) La « croissance de l'information et sa multiplication, comme l'hétérogénéité des récepteurs rendent finalement visible cette dissociation entre information et communication ». (…) L'explosion de la « communication » telle qu'elle est comprise en général peut même amplifier l'incommunication ».
Au sein du CNU (comité national des universités), dans la section SIC no 71 fondée en 1975, l'influence respective des recherches de l'information et de la communication fluctuent. Avec le développement d'Internet, les questions se portent fréquemment sur la façon dont ce média influence la qualité de l'une et de l'autre.
Selon Irène Lautier, pour Dominique Wolton, le mot « information » fut « d'abord lié à une revendication politique : la liberté d'information comme condition de la démocratie et le complément de la liberté de conscience » puis « le symbole de la presse » et du « droit de savoir ce qu'il se passe », avant d'être repris dans l'informatique, pour parler de « système d'information ». Le développement d'Internet a encore modifié la donne, avec l'explosion des communications sous forme de blogs et de mailing, où la part d'information vérifiée et codifiée fut dès le départ très modeste et beaucoup plus faible que dans les « systèmes d'information » des entreprises. Cette masse croissante de communication a suscité une demande de journalisme plus indépendant, capable de la trier, recouper, hiérarchiser, pour transformer de simples émetteurs de message en sources d'information, en allant jusqu'à assurer la protection de l'anonymat quand c'est nécessaire, afin de rétablir une relative hiérarchie entre les différents émetteurs de message, basée plus sur la compétence et la fiabilité que sur la puissance et la motivation. La protection des sources d'information des journalistes permet par ailleurs de vérifier auprès des institutions et entreprises que la communication affichée à l'extérieur par le porte-parole officiel correspond bien à la réalité vécue à l'intérieur.

### Communication verbale et communication non verbale
Une communication verbale est faite de signes linguistiques.
Ces signes confèrent un corpus appelé langue, ou plus généralement langage, mais les linguistes viennent à distinguer langue et langage.
L'écriture, la langue des signes, la voix sont des médias, des moyens de communiquer. L'art de conceptualiser ce message dans un langage afin de minimiser les interférences est appelé la rhétorique. Aristote et Cicéron étaient des théoriciens de rhétorique qui devint l'un des sept arts libéraux dans le haut Moyen Âge.
Est dite « non verbale » une communication basée sur la compréhension implicite de signes non exprimés par un langage : l'art, la musique, la kinesthésie, les couleurs, voire les vêtements ou les odeurs. Ces signes, leur assemblage et leur compréhension ou leur interprétation sont dans leur grande majorité dépendants de la culture. La communication non verbale peut ainsi être ambiguë (Adler, 2013). Par exemple, un clin d'œil peut être interprété différemment d'un individu à l'autre. Pour certains, il pourra s'agir d'un signe de remerciement, alors que pour d'autres, il pourra s'agir d'un manque d'assurance. Ce type de signe ayant une signification différente selon les cultures est nommé « emblème ».
Mais on définit en premier lieu la communication non verbale à travers le corps, la posture, les gestes ou encore les différentes expressions du visage.
Le mot verbal peut également être compris comme exprimé de vive voix (Petit Larousse). On parlera alors de communication verbale, par opposition à la communication écrite. Mais la communication n'est pas qu'orale. Elle est aussi non verbale.
La communication passe donc aussi par le corps. Ainsi elle sera non verbale ou plutôt non verbalisée. La communication non verbale peut être para-verbale, c'est-à-dire qui accompagne la vocalisation. Ainsi lorsque le locuteur explique qu'il faut aller à droite et qu'il bouge sa main dans cette direction, c'est un cas de communication para verbale. Croiser les bras dans un signe de protection est aussi une communication non verbale. Mais ici ce sera pour dire que : « je me retranche derrière mes idées laissez-moi tranquille ». Mimiques et posture font partie de la communication.
Des gestes risquent de faire passer un message comme plus fort, plus prononcé que ce que l'on dit.
Le ton d'un message est aussi une forme de non-verbal. C'est cette base, le non-verbal, qui définit par exemple ce qu'on appelle le jeu d'un acteur, au théâtre.
On parle d’intelligence non verbale lorsqu'une personne utilise à la fois ses capacités d'écoute et d'observation pour analyser son interlocuteur. Cette analyse en temps réel au cours de la relation porte sur l'ensemble de sa communication, ainsi que sur ses actions et réactions dans un environnement donné. L'objectif étant l'optimisation de la communication et des relations. La maîtrise de la communication non verbale et verbale, ainsi que l'exploitation des erreurs de perception (biais cognitifs) permettent d'influencer l'issue de la relation et des échanges, selon la thèse défendue par Eric Goulard,,.

### Contextes de communication
Une communication est gravée dans un contexte. Elle peut avoir lieu à un instant donné, dans un lieu donné, et vis-à-vis d'une situation, d'un évènement donné.
Tout cet environnement, qui ne fait pas partie de la communication à proprement parler, mais qui accompagne cette communication, est appelé contexte. L'environnement peut générer du bruit, ou être source d'interférences.
La philosophie du langage s'intéresse au contexte, et la linguistique précise le contexte d'une phrase : voir contexte (linguistique).
Le contexte intervient dans les enjeux cités plus haut : culture, changement de médias, langue, souveraineté, identité, dynamisme des territoires, mise en réseau.

#### Réseaux
On nomme réseau un ensemble d'acteurs, d'agents économiques, de nœuds, ou lieux de communication grâce auxquels les messages circulent. L'information se concentre et se redistribue ainsi.
Un réseau social est un agencement de liens entre des individus et/ou des organisations, possédant des intérêts communs (par exemple réseaux d'anciens élèves de grandes écoles, d'universités, d'associations, d'ONG, de centres de recherche, d'organismes publics…). Par extension, l’expression « réseaux sociaux » désigne les « médias sociaux », qui sont les applications web qui permettent la création et la publication de contenus générés par l’utilisateur et le développement de réseaux sociaux en ligne en connectant les profils des utilisateurs. Voir dans le cas d'entreprises : Entreprise étendue.
Sur le plan technique, des réseaux de transport (routes, canaux, chemins de fer), des réseaux de télécommunications et informatiques (télégraphe, téléphonie, web) se sont développés considérablement depuis deux siècles. Voir aussi sur ce sujet : télécommunications, sémaphore, télégraphie, téléphonie.
Interactions informelles : on découvrit dans les années 1960 que la généralisation des ascenseurs automatiques, qui supprimait les garçons d'ascenseur, supprimait un nœud important de communication informelle entre les étages d'une entreprise (car le garçon d'ascenseur connaissait tout le monde et tout le monde lui parlait). Ce rôle a été partiellement remplacé par les coins café considérés aujourd'hui comme indispensables dans les bureaux, et lieux d'échanges informels souvent importants.

#### Temporalité
Une communication qui peut durer (le message n'est pas supprimé au moment où il est envoyé) est dite « intemporelle ». Par exemple, un message rédigé dans un livre est intemporel. Cette notion est liée au contact entre les entités qui communiquent. Un message éphémère, lui, est dit « temporel ». Par exemple, une discussion orale est éphémère, temporelle. La communication est notamment enseignée dans les écoles d'ingénieurs.

#### Localisation
Dans l'espace, une communication peut être :
- localisée (concentrée à un endroit), telle une discussion ;
- alocalisée (disponible de n'importe quel endroit) — par exemple internet, extranet ;
- délocalisée (le lieu d'émission est loin du lieu de réception), c'est le cas d'une discussion téléphonique.

Cette notion est liée à l'expression du contact entre les entités qui communiquent.

#### Code
Le code (information) est un concept souvent mis en avant dans la vision mécaniste de la communication. Il est pourtant rarement adéquat, ne s'appliquant bien qu'aux seules situations hiérarchiques et autoritaires : interface humain-machine, relations humain-animal, etc. Par extension et d'une manière pessimiste, la notion de code est souvent employée pour l'étude des relations humaines.
Dans ce cadre simplifié, pour communiquer, l'émetteur et le récepteur doivent disposer d'un code commun. La communication se caractérise alors surtout par l'utilisation d'un code établissant les correspondances entre un signe et son sens qui doit être commun aux interlocuteurs. L'absence de code commun entre émetteur et récepteur est l'une des sources d'échecs de la communication, chacun pouvant supposer que l'autre comprend son code, sans que ce soit le cas :
- un chef de projet américain est choqué de voir son équipe française exiger du matériel pour son travail. Élucidation faite, cette équipe ne voulait que demander ce matériel (or to demand signifie exiger) ;
- le même s'étonne de voir, après avoir stigmatisé le peu de temps dont on dispose pour un petit projet, de voir des membres européens se demander pourquoi au contraire on dispose d'une telle marge. Élucidation : quand il écrivait sur son tableau « 6/6 pour la date de début et 6/12 pour la date de fin, il pensait pour cette dernière au 12 juin ». L'équipe européenne a compris 6 décembre ;
- un collègue japonais désirant montrer le grand respect qu'il éprouve pour la famille d'un collègue européen l'invitant à dîner apporte à la maîtresse de maison une fleur considérée comme l'une des plus belles au Japon : un chrysanthème. Gêne garantie chez celle-ci, pour qui cette fleur est symbole de cimetière.

Dans tous ces exemples, la notion de code explique l'incompréhension entre les êtres humains; mais la notion n'explique pas pour autant la compréhension. Or les situations sont courantes où le défaut de code n'apporte pas de catastrophe, au contraire : relations sourd-entendant, relations aveugle-voyant, relations entre étrangers sans mots communs, etc. Entre humains, on peut toujours essayer de se faire comprendre ; essayez donc de vous « faire comprendre » d'un ordinateur qui détecte une faute de syntaxe dans l'ordre envoyé. Non, décidément, le code est une notion trop évidente pour être utilisée sans pincettes.

#### Transmission
La communication consiste à transmettre un message afin d'établir un contact. L'établissement du contact comporte certains risques, notamment lors de l'« ouverture » et « fermeture » de la communication. Les risques d'intrusion, de non-réponse, de blocage et d'abandon existent réellement. Ce point fait l'objet de la confidentialité en sécurité de l'information, on l'appelle le message.

#### Protocole de communication
On désigne sous ce terme tout ce qui rend la communication possible ou plus aisée sans rapport avec le contenu de la communication elle-même.
Attendre une tonalité pour numéroter, demander à l'interlocuteur de se répéter, épeler son nom, s'entendre tacitement sur le moment où une communication sera considérée comme terminée font partie des protocoles.
La mise en œuvre d'un protocole demande la définition de normes élaborées.
Voir aussi Diplomatie, Norme, Internet.

#### Rétroaction
Le message de rétroaction (feedback en anglais), est le message, verbal ou non, renvoyé sous forme de réaction par le récepteur, à l'émetteur. La possibilité d'obtenir et de traiter une telle réponse ouvre la voie à la communication bidirectionnelle. Selon les cas, le feed-back consiste à confirmer ou infirmer la réception du message, demander des précisions, relancer ou terminer la discussion.
La notion de rétroaction (feed-back) est issue des travaux de Norbert Wiener dans les années 1950 sur la cybernétique. Elle correspond au saut technologique du passage de la mécanographie à l'informatique, et à l'apparition des premiers ordinateurs basés sur des technologies électroniques. Cette notion montre qu'il existe à côté de la vision linéaire (unidirectionnelle) de la communication la possibilité et l'intérêt de créer et d'entretenir un processus circulaire (bidirectionnelle) avec trois formes de Feed-Back :
- le Feed-back positif, qui conduit à accentuer un phénomène, avec un effet possible de boule de neige (hausse de la tension entre les communicants, énervement croissant entre deux personnes) ;
- le Feed-back négatif peut être considéré comme un phénomène de régulation, qui en amoindrissant la communication, l'équilibre et la stabilise grâce à la reformulation ou au questionnement ;
- l'absence de Feed-back (réponse néant) révèle une « panne » de communication. Non seulement aucune information n'est renvoyée, mais on ne sait même pas si le message émis a été reçu ou pas.

La boucle de rétroaction a conduit à définir des modèles théoriques et systémiques de système d'information (niveaux opérationnel, organisationnel, décisionnel).

## Modèles
De nombreux théoriciens de la communication ont cherché à conceptualiser « le processus de communication ». La liste présentée ci-après ne peut prétendre être exhaustive, tant les modèles sont nombreux et complémentaires. L'objectif est de fournir un aperçu de l'évolution générale en explicitant les modèles les plus connus ainsi que leurs apports.

### Modèle de Shannon et Weaver

Modèle de Shannon et Weaver.

Le modèle de Claude Shannon et Weaver désigne un modèle linéaire simple de la communication : cette dernière y est réduite à sa plus simple expression, la transmission d'un message. On peut résumer ce modèle en :

Un émetteur, grâce à un codage, envoie un message à un récepteur qui effectue le décodage dans un contexte perturbé de bruit.

Apparu dans Théorie mathématique de la communication (1948), ce schéma sert à deux mathématiciens Claude Shannon (père entre autres de nombreux concepts informatiques modernes) et Warren Weaver (scientifique versé tant dans la vulgarisation que la direction de grands instituts), à illustrer le travail de mesure de l'information entrepris pendant la Seconde Guerre mondiale par Claude Shannon (ce dernier a été embauché par Weaver à l'Office of Scientific Research and Development pour découvrir, dans le code ennemi, les parties chiffrées du signal au milieu du brouillage). À l'origine, les recherches de Shannon ne concernent pas la communication, mais bien le renseignement militaire. C'est Weaver qui a « traduit » la notion de brouillage par celle de « bruit », la notion de signal par « message », la notion de codeur par « émetteur », la notion de décodeur par « récepteur »… Jusqu'à la fin de sa vie, Claude Shannon se défendra contre la reprise du soi-disant modèle pour autre chose que des considérations mathématiques.
Le modèle dit de Shannon et Weaver n'a en effet de prétention qu'illustrative. Mais il a souvent été pris au pied de la lettre, révélant alors la forte influence béhavioriste du modèle de Pavlov (stimulus-réponse).
Ce modèle, malgré son immense popularité (on le trouve cité souvent comme « le modèle canonique de la communication »[réf. souhaitée]), ne s'applique pas à toutes les situations de communication et présente de très nombreux défauts :
- et s'il y a plusieurs récepteurs ?
- et si le message prend du temps pour leur parvenir ?
- et si la réalité décrite n'existe pas ailleurs que chez le premier locuteur ?
- et s'il y a plusieurs messages (au besoin contradictoires) qui sont prononcés en même temps?
- et s'il y a un lapsus ?
- et si sont mis en jeu des moyens de séduction, de menace ou de coercition ?
- et si le message comporte des symboles nouveaux ou des jeux de mots ?

En sus de sa linéarité, le modèle de Shannon et Weaver considère que le récepteur est passif : toutes les recherches en sciences de l'information et de la communication montrent que cela est simpliste, ou faux.

### Modèle de Lasswell
Harold Lasswell, politologue et psychiatre américain, s'est fait un nom en modélisant la communication de masse à travers les questions : « Qui, dit quoi, par quel canal, à qui et avec quel effet ? ». Questions reprises de la méthode que Quintilien, pédagogue latin du Ier siècle, enseignait à ses apprentis rhéteurs.
| Qui parle ?               | Correspond à l'étude sociologique du ou des milieux et organismes émetteurs                                             |
| Pour dire quoi ?          | Se rapporte à l'énoncé du contenu du message, à son analyse                                                             |
| Par quel média ou canal ? | Description et évaluation des techniques utilisées pour diffuser l'information à un instant donné vers une cible donnée |
| S'adresse à qui ?         | Vise l'auditoire, ou audience. Soit la définition, la mesure, la localisation des publics récepteurs                    |
| Avec quel effet ?         | Il s'agit d'analyser et d'évaluer les influences qualitatives et quantitatives du message sur l'audience.               |

Ce modèle conçoit la communication comme étant un processus d'influence et de persuasion, très proche de la publicité. Ce modèle dépasse la simple transmission du message (même s'il y reste centré) et envisage notamment les notions d'étapes de communication, la capacité de pluralité des émetteurs et des récepteurs et de finalité d'une communication (ses enjeux).
Pourtant il est critiquable, sur la même base que les critiques émises contre le modèle de Claude Shannon et Weaver. En effet, il envisage la communication comme une relation d'autorité et de persuasion. Et il néglige le message de rétroaction, ainsi que les notions de psychologie et de sociologie de part et d'autre de la relation de communication. Le récepteur est toujours considéré comme passif, ce qui est encore inexact, car il existe en général interaction entre l'émetteur et le récepteur, ce qui n'est pas pris en compte dans ce modèle.
L'un de ses ouvrages majeurs, Propaganda Technique in the World War (1927), fait partie des ouvrages de référence dans l'usage de la propagande dans la Seconde Guerre mondiale. Sa vision autoritaire, voire autoritariste de la communication, lui vaut de nombreux ennemis, encore aujourd'hui.
Ce modèle est à lier par antithèse aux travaux de Marshall McLuhan (La Galaxie Gutenberg, 1967) et Régis Debray (Traité de médiologie, 1991).

### Modèle de Jakobson
Le linguiste russe Roman Jakobson (1896-1982) propose un autre modèle. Basé sur la linguistique, il développe un point de vue centré non plus sur la transmission d'un message, mais sur le message lui-même, évitant ainsi les dangers d'instrumentalisation technique (voir sur ce point philosophie des réseaux).
Il est composé de six facteurs. À chacun de ces facteurs est lié une fonction du message, explicitée par Jakobson :
1. Le destinateur, lié à la fonction expressive du message ;
2. Le message, lié à la fonction poétique ;
3. Le destinataire, lié à la fonction conative ;
4. Le contexte, l'ensemble des conditions (économiques, sociales et environnementales principalement) extérieures aux messages et qui influence leur compréhension, liée à la fonction référentielle ;
5. Le code, symbolisme utilisé pour la transmission du message, lié à la fonction métalinguistique ;
6. Le contact, liaison physique, psychologique et sociologique entre émetteur et récepteur, lié à la fonction phatique.

On notera l'apparition ou la réapparition des trois dernières notions (contexte, code, contact) qui complètent énormément la vision d'ensemble sur ce qu'est une communication.
Certains facteurs peuvent être considérés comme des agents de communication (destinataire). Sur le contexte, voir l'article perception de l'environnement.
Ces travaux sont à lier à l'impulsion linguistique de Ferdinand de Saussure, conceptuelle de Shannon et Weaver, et philosophique de John L. Austin.

### Modèle de Gerbner

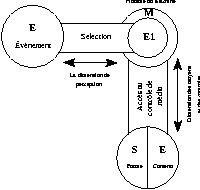
Schéma du modèle général de la communication selon George Gerbner.

George Gerbner, sociologue des années 1950, avait l'ambition de formuler un modèle général de la communication. Il présente en 1956 un modèle beaucoup plus complexe que les précédents. Son modèle s'articule autour de deux propositions essentielles :
- Il lie le message au contexte, ainsi il permet de le renseigner sur la signification du message ;
- Il décrit le processus de communication comme un ensemble à deux dimensions : une perceptive et une autre dimension pour le contrôle.

Le trait particulier de ce modèle est qu'on peut l'appliquer aux différentes formes de communication en fonction du contexte. Il convient à un acte de communication interpersonnelle entre deux personnes mais aussi au processus plus complexe de la communication de masse.

### Modèle de Newcomb
Theodore M. Newcomb, en 1953, présente le modèle ABX triangulaire et devient le premier à introduire le rôle de communication dans la relation sociale.
Newcomb relève en effet dans les relations sociales deux dimensions. L'attitude, qui est la qualité du lien affectif, et l'union qui est la spécificité du lien. À travers ces deux grilles d'analyse, il va s'intéresser à l'équilibre ou le déséquilibre d'une relation sociale. Une relation est dite équilibrée lorsque les attitudes ont la même orientation. Son hypothèse est que nous sommes tous à la recherche d'un équilibre dans la situation de communication. S'il n'est pas atteint, nous souhaiterons alors soit réduire ce déséquilibre, soit rompre la relation. Newcomb s'intéresse donc à la notion de similarité, à leur possession, leur association ou à leur contraire.
Il nous fait également remarquer que les relations se nouent généralement autour d'un objet (thème de conversation, une personne, une passion commune…). Il exposera par la suite 8 schémas de relation, dont 4 modèles équilibrés et 4 modèles déséquilibrés.
Le modèle de Newcomb soulève donc des faits essentiels selon quoi toute situation de communication met en présence des individus caractérisés par des attitudes, des motivations et que toute situation de communication peut être un moyen de faire évoluer une relation. La communication est donc ici appréhendée comme un phénomène dynamique et complexe et non mécanique.

### Modèle de Matilda et John Riley
Ce modèle introduit de nouvelles notions liées à la sociologie, notamment celle de contexte et d'appartenance à un groupe. Il considère en premier lieu l'appartenance des individus humains à des groupes qui influencent la façon de voir, de penser et de juger de leurs membres et évoluent dans un contexte social dont ils dépendent. L'émetteur rebaptisé communicateur, et le récepteur sont distribués dans des groupes primaires (familles, communauté, petits groupes…) sociologiques.
Ce modèle est le premier à prendre en compte la notion d'une boucle de rétroaction, entre l'émetteur et le récepteur. Cela montre qu'il y a réciprocité et inter-influence entre les individus. Il est à l'origine des travaux sur la communication de groupe.

## Intelligence artificielle
Le développement de l'intelligence artificielle  a bouleversé le domaine de la communication. Ces domaines de plus en plus interconnectés interagissent dans une cognition distribuée Humain à Machine.
Les techniques de traitement automatique du langage naturel visent à l'intégration du langage humain à la machine, qui se base sur les corrélations entre les données textuels provenant d'un grand nombre de sources. La reconnaissance automatique de la parole des chatbots qu'utilise l'assistance client automatisée est un exemple de cette évolution. Cela facilite la communication descendante vers le client en dissimulant la rigidité des procédures sous-jacentes. L'intelligence artificielle permet aux entreprises de fournir une expérience utilisateur cohérente et de maximiser l'impact de leurs messages sur l'ensemble de leur public.
Cependant, l'intelligence artificielle soulève des enjeux éthiques. Selon Jérome de Coonan, « les systèmes IA doivent soutenir et non pas subordonner les êtres humains dans l’exercice de leurs activités » ; cependant, ils augmentent la possibilité de désinformation, de manipulation et de discrimination algorithmique.